# Эффект Пигу
Эффе́кт Пи́гу (англ. Pigou effect) — макроэкономический эффект, приводящий к установлению равновесия между ценами, благосостоянием населения и его занятостью. Рост цен, при отсутствии значительной инфляции, вызывает сокращение потребления и накопление сбережений, что понижает цены и приводит экономику в равновесие. При неполной занятости, население начинает сокращать потребление и больше сберегать, что также приводит к снижению цен. В итоге снижение цен приводит к повышению спроса, население начинает меньше сберегать и больше потреблять, что поддерживает цены, занятость и рост экономики. Иногда этот эффект называют «эффектом реальных кассовых остатков».
Артур Сесил Пигу определил финансовое благосостояние, как сумму денежной массы и государственных облигаций, поделенных на индекс цен. Он показал, что «общая теория» Дж. М. Кейнса неспособна связать «реальные балансы» с текущим потреблением и что включение в рассмотрение «эффекта богатства» делает экономику более самокорректирующейся по отношению к падению совокупного спроса, чем это предполагает теория Кейнса. Поскольку эффект возникает из-за изменения «реальных балансов», данная критика кейнсианства получала название «эффект реальных балансов».

## История
Эффект Пигу был впервые представлен А. С. Пигу в статье «The Classical Stationary State» в 1943 году.
Он предложил связь между балансами и потреблением до статьи Готтфрида фон Хаберлера, которая вышла через год после публикации «Общей теории» Кейнса.
Следуя традициям классической политэкономии, Пигу разделял идею «естественных ставок», с которыми экономика может работать, и рассматривал эффект «реальных балансов» в качестве механизма, объединяющего кейнсианские и классические модели (в большинстве случаев он признавал, что жёсткие цены могут препятствовать развороту ВВП после шока спроса).